# Tinea pentametra
Tinea pentametra är en fjärilsart som beskrevs av Edward Meyrick 1921. Tinea pentametra ingår i släktet Tinea och familjen äkta malar. Inga underarter finns listade i Catalogue of Life.